# The Magical Quest starring Mickey Mouse
 (octobre 2019).
Si vous disposez d'ouvrages ou d'articles de référence ou si vous connaissez des sites web de qualité traitant du thème abordé ici, merci de compléter l'article en donnant les références utiles à sa vérifiabilité et en les liant à la section « Notes et références ».
The Magical Quest starring Mickey Mouse (titre original japonais : ミッキーのマジカルアドベンチャー ; Mickey no Magical Adventure) est un jeu vidéo de plate-forme et d'action sorti en 1992 sur Super Nintendo. Le jeu a été développé et édité par Capcom.
Le jeu est ressorti en 2002 sur Game Boy Advance développé par Capcom Production Studio 3 sous le titre Disney's Magical Quest starring Mickey and Minnie. Cette version ajoute la possibilité de choisir Minnie, cette dernière dispose de caractéristiques équivalentes à celles de Mickey en termes de gameplay.

## Système de jeu
Ce jeu se démarque des autres productions Mickey Mouse en proposant des mécaniques de jeu assez novatrices. En effet, le célèbre personnage récupérera au cours de ses pérégrinations différents costumes lui octroyant diverses capacités. Le gameplay sera alors changé totalement et instaure un constant vent de fraicheur au cours de l'aventure.
On trouvera par exemple le costume classique, proposant les possibilités de base : sauter, attraper des objets et les jeter.
Le costume d'alpiniste dote Mickey d'un grappin pour accéder à des recoins éloignés ou pour assommer ses ennemis. Le costume de pompier permet au héros d'éteindre les flammes qui lui barrent la route.

## Personnages
- Mickey Mouse (personnage jouable)
- Minnie Mouse (apparition dans l'introduction et la fin du jeu) ; (personnage jouable dans la version Game Boy Advance)
- Dingo (apparition dans l'introduction et la fin du jeu, ce sera lui qui nous donnera le costume d'alpiniste au niveau 4)
- Pluto (ce sera lui que l'on devra sauver)
- Donald Duck (apparition dans l'introduction et la fin du jeu)
- Pat Hibulaire (il fait office de dernier boss)

## La série
Ce jeu est le premier d'une série constituée de :
- The Magical Quest starring Mickey Mouse avec Mickey
- The Great Circus Mystery starring Mickey and Minnie Mouse (1994) avec Mickey et Minnie
- Disney's Magical Quest 3 starring Mickey and Donald (1995) avec Mickey et Donald
- Disney's Magical Quest starring Mickey and Minnie (2002, réédition du premier opus)
- Disney's Magical Quest 2 starring Mickey and Minnie (2003, réédition du second opus)
- Disney's Magical Quest 3 starring Mickey and Donald (2004, réédition du dernier opus)